# Rhetus eleusinus
Rhetus eleusinus är en fjärilsart som beskrevs av Hans Ferdinand Emil Julius Stichel 1910. Rhetus eleusinus ingår i släktet Rhetus och familjen Riodinidae. Inga underarter finns listade.